# Battaglia di Harim
La battaglia di Harim venne combattuta il 12 agosto 1164 tra l'esercito di Nur ad-Din e gli eserciti combinati del Principato d'Antiochia, della Contea di Tripoli, dell'Impero Bizantino e della Piccola Armenia.
Nur ad-Din conseguì una schiacciante vittoria, catturando la maggior parte dei comandanti dell'esercito nemico.

## Contesto storico
Nel 1163 il sovrano di Gerusalemme Amalrico I guidò una spedizione per l'invasione dell'Egitto lasciando gli Stati crociati suscettibili di possibili attacchi da oriente.
Ben presto la minaccia si concretizzò nel tentativo di invasione della Contea di Tripoli da parte di Nur ad-Din, il quale però fu preso di sorpresa da un attacco dei Templari nei pressi di al-Buqaia dove lo stesso Nur ad-Din corse il serio rischio di restare ucciso.
Nur ad-Din allora si rivolse verso Antiochia, con l'aiuto di suo fratello Qutb ad-Din Mawdud, emiro della città di Mosul, dei suoi vassalli di Aleppo e Damasco e degli Artuqidi della Jazīra, prese d'assedio la fortezza di Harim nel 1164.
(Guglielmo di Tiro)

## Lo scontro
La richiesta di soccorso di Reginaldo di Saint Valery, signore della fortezza, venne accolta da Raimondo III di Tripoli, Boemondo III di Antiochia e Joscelin III di Edessa che giunsero prontamente con i loro eserciti, per sollevare la fortezza dall'assedio.
Ad essi si unirono Costantino Colomanno, governatore bizantino di Cilicia, Thoros II e Mleh d'Armenia, ed anche Goffredo Martello, fratello di Guglielmo VI d'Angoulême, ed Ugo VIII di Lusignano entrambi recentemente giunti in pellegrinaggio.
Quando arrivarono le truppe crociate, Nur ad-Din fu subito pronto a togliere l'assedio e fuggire, ma l'inosservanza delle regole tattiche militari minime dei suoi nemici, ancora ebbri della vittoria ad al-Buqaia, volsero lo scontro in suo favore. Le sue truppe fronteggiarono la carica scomposta dei crociati e contrattaccarono spingendo così il nemico verso un terreno paludoso dove massacrarono gli avversari "come vittime sacrificali di fronte all'altare".
È possibile che Nur ad-Din abbia soltanto simulato una ritirata, per spingere i crociati in una imboscata, ma quella di abbandonare un assedio all'arrivo di un nemico più forte era una tattica standard per questo condottiero, che probabilmente non immaginava che i suoi avversari lo avrebbero inseguito senza prendere alcuna precauzione.
Thoros e Mleh, gli unici contrari ad inseguire Nur ad-Din furono anche gli unici a scampare al massacro e a lasciare il campo prima della sconfitta, mentre Raimondo, Boemondo, Ugo e Joscelin vennero catturati e imprigionati ad Aleppo. Secondo lo storico musulmano Ibn al-Athir furono massacrati circa 10 000 soldati crociati durante la battaglia.

## Conseguenze
Approfittando della vittoria insperata, Nur ad-Din riprese l'assedio della città e pochi giorni dopo la conquistò. Con Amalrico ancora in Egitto, ben tre stati crociati erano senza sovrano, tuttavia Nur ad-Din non si diresse alla volta di Antiochia, temendo una rappresaglia dell'Impero Bizantino di cui il Principato di Antiochia era formalmente vassallo. Volse invece verso Baniyas dominata dal castello di Marqab roccaforte degli Ospitalieri.
Nel 1165 Amalrico fece ritorno dall'Egitto per allentare la morsa di Nur ad-Din e la possibile minaccia contro Antiochia, il cui legittimo sovrano, Boemondo III, venne liberato nel 1165, mentre il Conte di Tripoli, Raimondo III, venne rilasciato solamente nel 1173.

### Fonti
- (EN) Guglielmo di Tiro, Historia rerum in partibus transmarinis gestarum (A History of Deeds Done Beyond the Sea), a cura di E. A. Babock e A. C. Krey, traduzione di E. A. Babock e A. C. Krey, Columbia University Press, 1943.

### Letteratura critica
- Jean Richard, La grande storia delle crociate, Newton Compton Editori, 2012, ISBN 88-541-4692-7.
- (EN) Steven Runciman, The Kingdom of Jerusalem and the Frankish East, 1100-1187, in A History of the Crusades, traduzione di E. Bianchi, A. Comba, F. Comba, in due volumi: Storia delle Crociate, Torino, Einaudi, 2005. ISBN 978-88-06-17481-1, vol. II, Cambridge University Press, 1952.
- Amin Maalouf, Le crociate viste dagli arabi, ed. orig.: Amin Maalouf, Les croisades vues par les arabes, Paris, 1983, ISBN 978-2-290-11916-7, Torino, Società editrice internazionale, 1989, ISBN 8805050504.
- (EN) Raymond C. Smail, Crusading Warfare 1097-1193, New York, Barnes & Noble Books, 1995  [1956],  p. 272, ISBN 1-56619-769-4.
- (EN) Zoé Oldenbourg, The Crusades, New York, Pantheon Books, 1966.